# HMS Delhi (D47)
L'HMS Delhi va ser un creuer de classe Danae que va servir amb la Royal Navy durant la Segona Guerra Mundial, des del Carib fins a l'est de la Xina. Se li va col·locar la quilla el 1917, avarat el 1918 i posat en servei el 1919, servint fins a la ser tret de servei a mitjans de 1945 a causa dels extensos danys de la batalla, i es va desballestar el 1948 després d'un llarg servei de guerra i temps de pau a tot el món.

## Historial de servei
Després de la finalització, les proves marítimes i de treballar com a part del  1r Esquadró de creuers lleugers amb la flota de l'Atlàntic, el Delhi va servir al Bàltic com a part d'una intervenció multinacional més àmplia a la Guerra Civil Russa contra les naixents repúbliques soviètiques. Sortint del Bàltic, Delhi va tornar a Gran Bretanya i va passar els tres anys següents amb la flota de l'Atlàntic.
Va ser escollida el 1923, juntament amb els seus germans Danae, Dauntless, Dragon i Dunedin, per a l'Empire Cruise de l'Esquadró de Serveis Especials, que representava els creuers més moderns i poderosos de la Royal Navy, com a escorta dels creuers de batalla Hood i Repulse. Tornant el desembre de 1924, va ser retirat de l'Esquadró de Serveis Especials i es va incorporar al 1r Esquadró de Creuers amb la Flota del Mediterrani el gener de 1925. Després d'un breu destacament de deu mesos a l'Estació de la Xina, dedicant-se a operacions contra la pirateria, va tornar a la Mediterrània abans de ser retirat per la seva rehabilitació.
El 15 de novembre de 1925, el Delhi va sortir de Malta en companyia de l'HMAS Sydney i de l'HMAS Adelaide i va navegar cap als "cels del sud" en un creuer de bona voluntat que, a partir de fonts fotogràfiques contemporànies, incloïa Ceilan; Fremantle, Hobart, Jervis Bay i Sydney (Austràlia); Christchurch i Wellington (Nova Zelanda).
La dècada de 1930 va començar amb el Delhi navegant pel Carib com a part del 8è esquadró de creuers a l'estació d'Amèrica i les Índies Occidentals. Durant la Guerra del Carib, els canons del Delhi van ser cridats per dissuadir les accions dels insurgents locals a Dominica i van desembarcar un destacament de Royal Marines. Com a vaixell insígnia, el 8è Esquadró de Creuers, tornaria a operar en concert amb el Hood i el Repulse durant una visita a les Índies Occidentals, juntament amb els seus escortes, els creuers pesats Norfolk i Dorsetshire. El seu servei a les Índies Occidentals va acabar el 1933 i es va desplegar amb el 3r Esquadró de Creuers, servint una vegada més amb la Flota del Mediterrani.

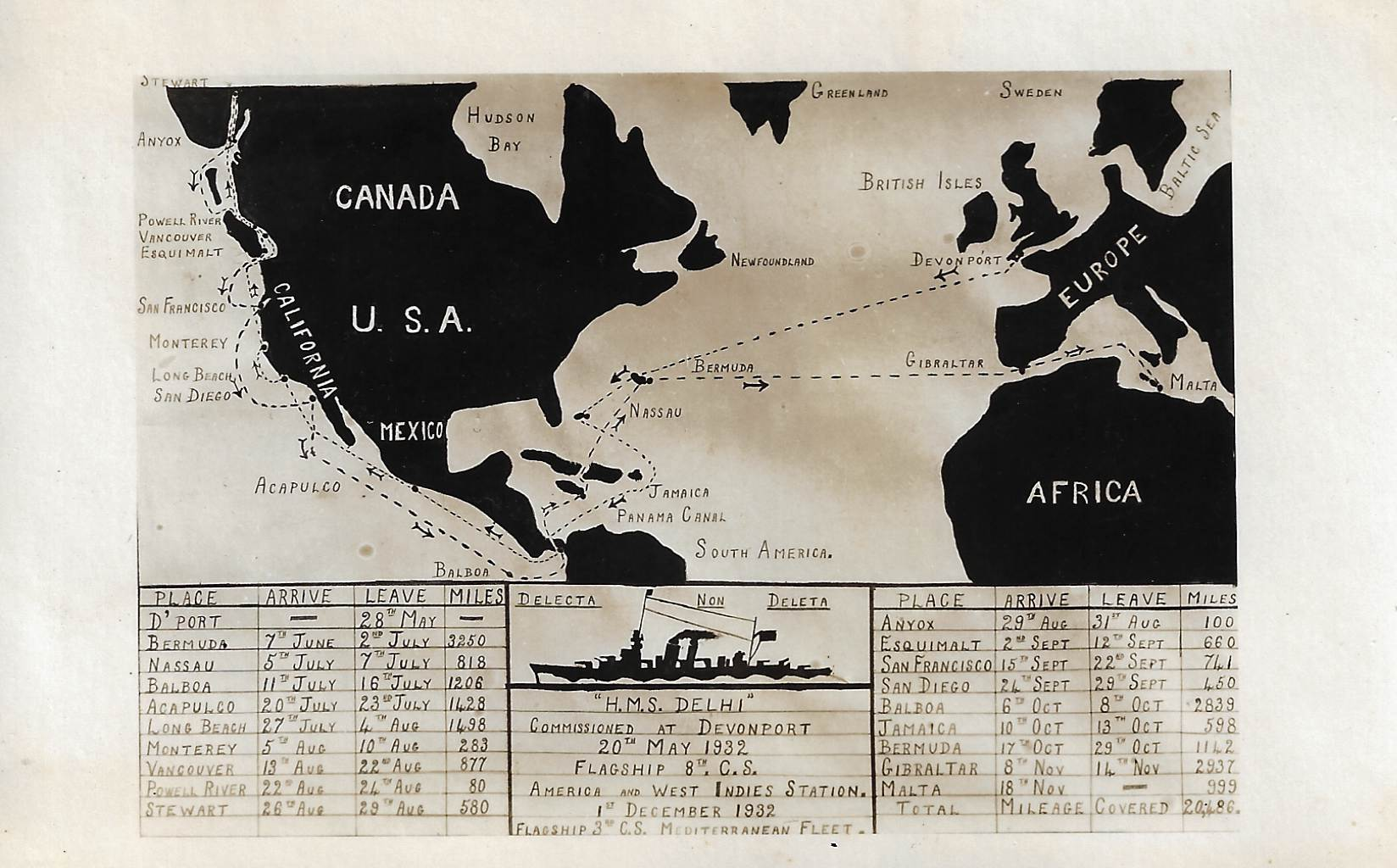
Mapa del viatge HMS Delhi, maig de 1932

Amb base a Malta en aquest moment, amb l'esclat de la guerra civil espanyola, el Delhi va operar fora d'Espanya, recollint refugiats de Palma, Barcelona i València, sota el comandament del capità Farquhar Smith RAN.Durant aquestes operacions, va ser atacat pel creuer pesant nacional Canarias, sent sotmès a foc intens, a més de patir atacs aeris.
Quan va començar la Segona Guerra Mundial, el Delhi acabava de sortir de la reserva i es va unir a l'11è Esquadró de Creuers a Scapa Flow. La nit de l'enfonsament de l'HMS Royal Oak, el Delhi acabava de marxar per fer una escombrada periòdica del mar del Nord per fer complir el bloqueig d'Alemanya. Mentre patrullava per la bretxa Islàndia-Feròes, el Delhi va capturar el vaixell de càrrega Rheingold, i després va interceptar i va ajudar en l'enfonsament del corredor de bloqueig Mecklenburg, la tripulació del qual va enfonsar el vaixell mercant i va abandonar el vaixell. El capità del Delhi va decidir que l'embarcament per intentar salvar el vaixell era poc pràctic a causa de l'estat del mar i, en canvi, va enfonsar el Mecklenburg amb trets.
Sortint de Scapa Flow en patrulla el 23 de novembre de 1939, es va unir als creuers Caledon, Cardiff, Newcastle i al creuer mercant armat Rawalpindi. Durant aquesta patrulla, el Rawalpindi es va trobar amb els cuirassats alemanys Scharnhorst i Gneisenau, i va ser enfonsat en una furiosa acció a la superfície durant una hora. No obstant això, amb l'ombra del Newcastle i el Delhi i l'aproximació ràpida de les unitats pesades de la Home Fleet, l'almirall Marschall va retirar els seus cuirassats a les inclemències del temps, lliscant els seus perseguidors i retirant-se a Wilhelmshaven.
Desplegat al Mediterrani el març de 1940, el Delhi va emprendre àmplies operacions com a part de la Força H contra Vichy i les forces italianes a Itàlia i el nord d'Àfrica. Després de cinc mesos de servei al Mediterrani, es va unir a la Force M a Freetown, operant a l'Àfrica Occidental i a l'Atlàntic Sud. El Delhi i el seu vaixell germà Dragon van participar en l'operació Amenaça, la batalla de Dakar, i després van continuar amb el paper de protecció comercial a l'Atlàntic Sud.

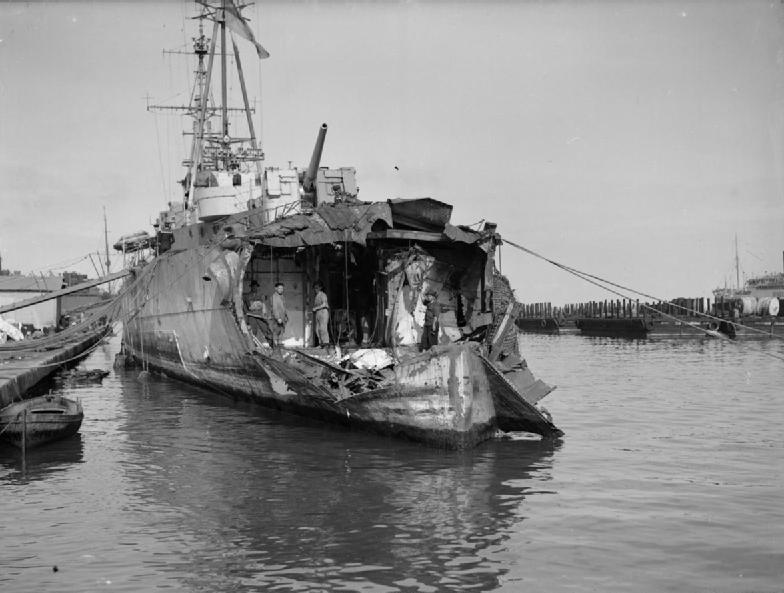
Danys de la bomba a la popa de l'HMS el Delhi durant les operacions al nord d'Àfrica

De maig a desembre de 1941, el Delhi es va equipar com a creuer antiaeri al Brooklyn Navy Yard. Aquesta renovació incloïa canons de 5 polzades/calibre 38 originalment destinats al destructor nord-americà USS Edison, i van ser escollits a mà pel comandant de l'Edison , però van ser traslladats al Delhi per instruccions directes del president Roosevelt. Amb el seu nou armament principal de doble propòsit, va proporcionar bombardeig a la costa i suport antiaeri per a una sèrie de desembarcaments aliats a la Mediterrània, (Alger, Sicília, Salern i Anzio). El 20 de novembre de 1942 el Delhi va ser danyat per l'acció de l'enemic a la badia d'Alger quan la seva popa va ser oberta per una bomba llançada per avions italians. En l'atac van morir dos tripulants. Va tornar a Gran Bretanya i va estar en reparació fins a l'abril de 1943.
El 3 de setembre de 1943, sis dies abans del desembarcament a Salern, va xocar amb el creuer Uganda a l'estret de Messina mentre posava una cortina de fum. Va ser reparat al mar i va romandre en servei per als desembarcaments on va proporcionar bombardeig a la costa i suport antiaeri. Continuant servint durant la resta de la guerra, el Delhi va participar en l'operació Dragoon, un seguiment del dia D al sud de França per utilitzar les tropes franceses lliures i obrir noves rutes de subministrament a les forces aliades a Europa.
El 12 de febrer de 1945 va ser atacat per vaixells explosius alemanys al port de Split, Croàcia , on tres mesos abans havia acollit la rendició alemanya. L'atac va perdre el Delhi i va colpejar el LCF-8, un Landing Craft Flak. La força de l'explosió resultant va danyar el timó del Delhi i un suport de l'eix de l'hèlix.

## Implicació antiaèria
Els sistemes de control de foc antiaeri britànics HACS i FKS van ser menys que satisfactoris en servei durant la Segona Guerra Mundial. Mentre el Delhi estava en reacondicionament, els britànics van demanar que el sistema de control de foc de canons MK 37 de la Marina dels Estats Units s'instal·lés com a banc de proves juntament amb els canons de calibre 5 polzades/38. Els resultats van ser més impressionants per al servei i es va sol·licitar que 42 dels sistemes s'enviessin a la Royal Navy per instal·lar-los als seus vaixells. Ells veurien servei a HMS Vanguard, portaavions i destructors de classe Battle. Es van realitzar les instal·lacions resultants i es van demanar 40 unitats més. La guerra va acabar abans que es pogués completar la segona comanda. Per tant, la contribució del Delhi en aquesta àrea va ser substancial.

### Retirada
El Delhi va tornar a Gran Bretanya i va ser retirat després de la guerra. Es va considerar que no era econòmic reparar-lo completament com un disseny envellit en una Royal Navy que s'havia reduït ràpidament, i en canvi es va vendre el 22 de gener de 1948 per ser desballestat. Va arribar a les drassanes de Cashmore, de Newport, Gal·les l'abril de 1948 per ser desballestat.